# (1437) Diomedes
(1437) Diomedes es un asteroide perteneciente a los asteroides troyanos de Júpiter descubierto por Karl Wilhelm Reinmuth desde el observatorio de Heidelberg-Königstuhl, Alemania, el 3 de agosto de 1937.

## Designación y nombre
Diomedes fue designado al principio como 1937 PB.
Más tarde se nombró por Diomedes, un personaje de la mitología griega.

## Características orbitales
Diomedes orbita a una distancia media de 5,189 ua del Sol, pudiendo acercarse hasta 4,956 ua y alejarse hasta 5,423 ua. Tiene una excentricidad de 0,04509 y una inclinación orbital de 20,49°. Emplea 4318 días en completar una órbita alrededor del Sol.